# Slivno Ravno
Slivno Ravno je naselje u Republici Hrvatskoj, u sastavu Općine Slivno, Dubrovačko-neretvanska županija. 

## Stanovništvo
Prema popisu stanovništva iz 2001. godine, naselje je imalo 7 stanovnika te 2 obiteljska kućanstva. Po popisu iz 2011. u Slivnu su 2 stanovnika.
| broj stanovnika | 1107  | 1272  | 356   | 377   | 457   | 533   | 2194  | 815   | 436   | 366   | 296   | 33    | 245   | 13    | 7     | 2     | 1     |
|                 | 1857. | 1869. | 1880. | 1890. | 1900. | 1910. | 1921. | 1931. | 1948. | 1953. | 1961. | 1971. | 1981. | 1991. | 2001. | 2011. | 2021. |

## Sakralni objekti

### Župna crkva svetog Stjepana Prvomučenika
Gradnja crkve započela je 1896., a bila je pokrivena 1900. Godine 1904. posvetio ju je dubrovački biskup Marčelić. Tada je stara crkva iz 14. ili 15. stoljeća bila srušena, a njeno je svetište preuređeno u mrtvačnicu. Dužina lađe iznosi 17,5, širina 10, te dužina svetišta 5 i širina 7,5 metara. U unutrašnjosti je glavni oltar posvećen sv. Stjepanu Prvomučeniku, djelo splitskog klesara Pavla Bilinića koji ga je 1901. izradio prema nacrtu Emila Vecchiettija. Pokrajni drveni oltar Bezgrješnog Začeća i sv. Ćirila i Metoda nabavljen je u Tirolu i blagoslovljen 1906. godine. Crkva je obnovljena 1982. za vrijeme župnika don Ljube Pavića, a sljedeća obnova napravljena je za vrijeme župnika Antunovića, 2004. prigodom proslave 100. obljetnice posvete. Na vrhu pročelja je preslica za tri zvona, a sama crkva je izgrađena od klesanog četvrtastog kamena.

### Crkva Velike Gospe na Gradu
Sagrađena je početkom 18. stoljeća nakon oslobođenja od Turaka. Duga je 11 i široka 5 metara. U prošlosti se spominje kao crkva sv. Roka, a poslije toga pod oba naslova. Čini se da je više puta povećavana, a posljednji je put to bilo 1927. godine. Na vrhu pročelja nalazi se zvonik na preslicu za tri zvona. Na oltaru, nabavljenom 1907. u Tirolu nalazi se Gospina slika bizantinskog stila koju je makarski biskup Fabijan Blašković 1779. godine nazvao čudotvornom. Restaurirana je za vrijeme župnika Antunovića, 2002. Misa se u crkvi slavi na sv. Roka i na Veliku Gospu kada hodočaste mnogi vjernici. Nalazi se unutar kompleksa Smrdan grada.

### Crkva svetog Liberana na Jastrebovoj glavici
Sagrađena je 1858. godine kao zavjetna kapela nakon pojave kolere u Slivnu godinu prije. Kip sv. Liberana nabavljen je u Veroni u Italiji i neko se vrijeme nalazio u župnoj crkvi iz koje je 1860. prenesen u novosagrađenu kapelu. Prva je kapela srušena 1908., a na njezinom je mjestu sagrađena današnja crkva, duga 10 i široka 7 metara. U početku je na vrhu pročelja bio zvonik na preslicu za jedno zvono, a zvono i oltar su preneseni iz srušene stare župne crkve sv. Stjepana. S obzirom na to da je za vrijeme rata bila oštećena, popravljena je za vrijeme župnika don Josipa Bebića 1955. Tom je prigodom postavljen novi zvonik na preslicu za tri zvona koji je do 1925. bio na crkvi sv. Ante na Rabi. Za vrijeme župnika don Ljube Pavića crkva je obnovljena 1982. te je postavljena betonska ploča. Sljedeća obnova napravljena je za vrijeme župnika don Senka Antunovića 2003. Tada je nabavljen novi oltar i klupe, napravljena je restauracija kipova sv. Liberana i dvaju anđela te je nabavljen novi kip sv. Antuna Pustinjaka. Crkvu je na blagdan sv. Liberana 2003. blagoslovio hvarski biskup Slobodan Štambuk. Misa se slavi na blagdan sv. Liberana (23. srpnja), sv. Antuna Pustinjaka (17. siječnja) i sv. Anđela Čuvara (2. listopada).